# Felipe Tzintzun
Felipe Tzintzun är en ort i Mexiko.   Den ligger i kommunen Salvador Escalante och delstaten Michoacán de Ocampo, i den södra delen av landet, 250 km väster om huvudstaden Mexico City. Felipe Tzintzun ligger 2 788 meter över havet och antalet invånare är 381.
Terrängen runt Felipe Tzintzun är kuperad. Runt Felipe Tzintzun är det ganska tätbefolkat, med 80 invånare per kvadratkilometer. Närmaste större samhälle är Pátzcuaro, 15,7 km nordväst om Felipe Tzintzun. I omgivningarna runt Felipe Tzintzun växer huvudsakligen savannskog.